# Curiosum urbis Romae
Curiosum urbis Romae — возникший в IV веке н. э. официальный обзор 14 районов (кварталов) города Рима (в роде так называемых «Notitia urbis Romae») с обозначением их пространства, обустройства и т.п.

## Содержание
Текст состоит из списка памятников, разделённых по регионам, по большей части в топографическом порядке, и, следовательно, по количеству кварталов, а также домов (domus и insulae), складов (horrea), бань (balnea), водоёмов (lacus) и печей (pistrina).
Список заканчивается указанием длины периметра региона.
В заключении перечисляются общее количество памятников и других категорий зданий в городском комплексе.

## Издания
- Jordan. Topographie der Stadt Rom. Т. II. — Berlin, 1871.
- Forma urbis Romae. — Berlin, 1874.